# Cynthia Villar

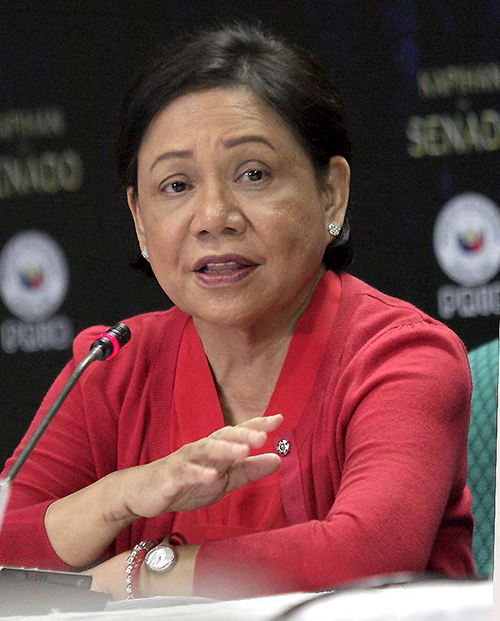
Cynthia Villar (2. Juli 2015)

Cynthia Aguilar Villar (Geburtsname: Cynthia Ampaya Aguilar; * 29. Juli 1950 in Muntinlupa, Provinz Rizal) ist eine philippinische Politikerin der Nationalistischen Partei (Nacionalista Party), die unter anderem zwischen 2004 und 2013 Mitglied des Repräsentantenhauses (Mababang Kapulungan ng Kongreso) war und seit 2013 Mitglied des Senats der Philippinen (Senado ng Pilipinas) ist.

## Leben

### Familie, Studien und berufliche Laufbahn

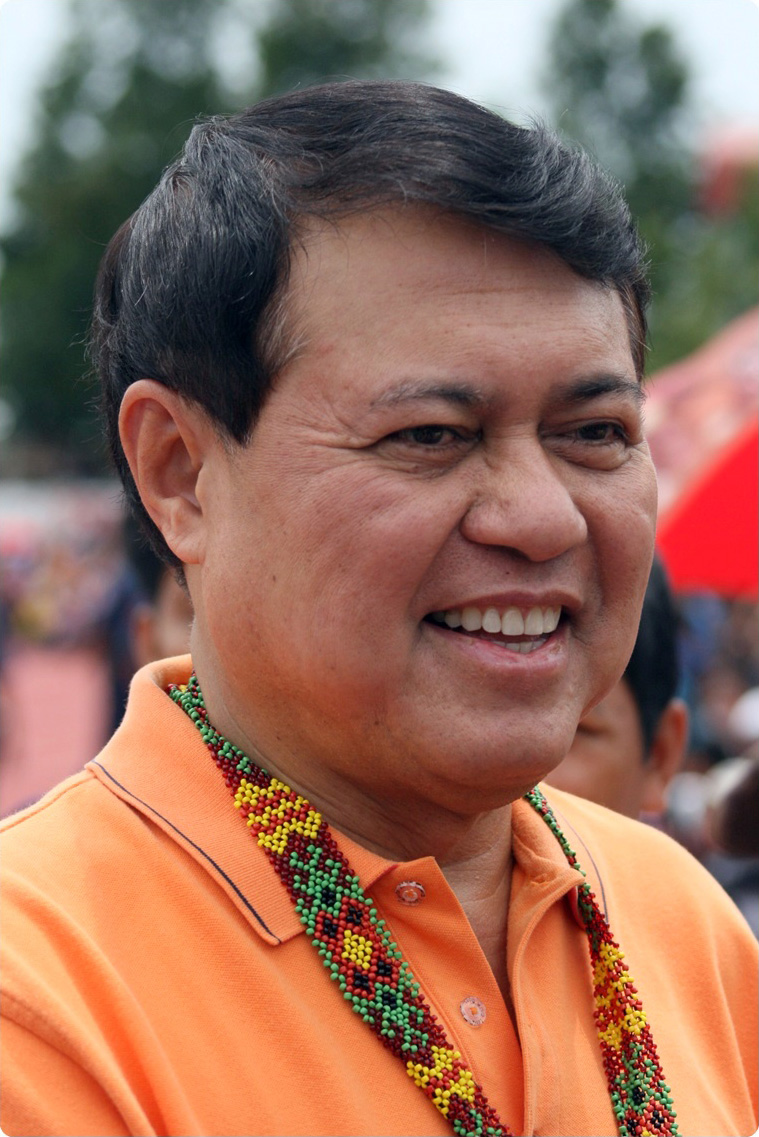
Cynthia Villar ist seit 1975 mit dem Unternehmer und Politiker Manuel „Manny“ Bamba Villar, Jr. verheiratet.

Cynthia Ampaya Aguilar ist die Tochter von Filemon Aguilar, der von 1964 bis 1986 Bürgermeister von Las Piñas und zwischen 1987 und 1992 ebenfalls Mitglied des Repräsentantenhauses war, und dessen Ehefrau Lydia Ampaya. Ihr älterer Bruder Vergel „Nene“ Aguilar war von 1995 bis 2004 sowie erneut zwischen 2007 und 2016 Bürgermeister von Las Piñas, während dessen Ehefrau Imelda „Mel“ Aguilar das Amt als Bürgermeisterin von Las Piñas zwischen 2004 und 2007 innehatte und dieses wieder seit 2016 bekleidet.
Sie selbst besuchte zunächst die Muntinlupa Elementary School und danach von 1962 bis 1966 die High School der Philippine Christian University (PCU) in Ermita. Daraufhin begann sie ein Studium der Betriebswirtschaftslehre an der Universität der Philippinen (UP), welches sie 1970 mit einem Bachelor of Business Administration (BBA) beendete. Daraufhin begann sie ein postgraduales Studium der Betriebswirtschaftslehre an der New York University (NYU) und schloss dieses 1972 mit einem Master of Business Administration (MBA) ab. Nach ihrer Rückkehr war sie als Finanzanalystin für die  Philippine Shares Corporation tätig und lehrte als Professorin an der Far Eastern University (FEU). 1975 heiratete sie den Unternehmer und späteren Politiker Manuel Villar (* 1949), der ebenfalls Senator, Präsident des Senats sowie Präsident des Senats Pro tempore war und 2010 für das Amt als Präsident der Philippinen kandidierte. Aus dieser Ehe gingen die beiden Söhne Manuel Paolo und Mark sowie die Tochter Camille hervor. Der Sohn Mark Villar (* 1978) war zwischen 2010 und 2016 Mitglied des Repräsentantenhauses, von 2016 bis 2020 in der Regierung von Präsident Rodrigo Duterte Minister für öffentliche Arbeiten und Fernstraßen und ist seit 2022 ebenfalls Senator. Die Tochter Camille Villar (* 1985) hervor, die seit 2019 Mitglied des Repräsentantenhauses und zudem seit 2021 als Deputy Speaker Vizepräsidentin dieser Kammer des Kongresses ist. Sie half ihrem Mann bei der Leitung der Unternehmen und wurde Direktorin und Vizepräsidentin der Household Finance Corporation. Später leitete sie die Capitol Development Bank, wo sie von 1989 bis 1990 als Chief Financial Officer (CFO) und von 1990 bis 1998 als Präsidentin fungierte. 1992 gründete sie die Villar-Stiftung, die heutige Villar Social Institute for Poverty Alleviation and Governance or Villar (SIPAG), deren Geschäftsführerin sie derzeit ist. Die verschiedenen Programme unterstützen philippinische Arbeitnehmer im Ausland OFW (Overseas Filipino Worker), darunter das jährliche OFW & Family Summit, Umweltschutz einschließlich der Einrichtung des Las Piñas-Parañaque Wetland Park, landwirtschaftliche Ausbildung in vier Farmschulen in Cavite, Bulacan, Iloilo und Davao und die Einrichtung verschiedener Lebensunterhaltsprojekte an über 3.000 Standorten im ganzen Land. Als Manny Villar 1998 Sprecherin des Repräsentantenhauses wurde, wurde sie bis 2000 Vorsitzende der Congressional Spouses Foundation.

### Abgeordnete und Senatorin

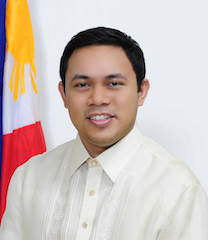
Cynthia Villars jüngerer Sohn Mark Villar ist seit 2022 ebenfalls Senator.

Am 30. Juni 2001 wurde Cynthia Villar als Parteilose als Nachfolgerin ihres Ehemannes im einzigen Wahlkreis (Lone District) von Las Piñas City erstmals selbst Mitglied des Repräsentantenhauses und gehörte diesem nach ihren Wiederwahlen 2004 und 2007 bis zur Höchstgrenze von drei aufeinander folgenden Legislaturperioden von jeweils drei Jahren bis zum 30. Juni 2010 an, woraufhin ihr Sohn Mark Villar in diesem Wahlkreis zu ihrem Nachfolger gewählt wurde. Bei den Wahlen 2004 und 2007 kandidierte sie jeweils für die Nacionalista Party. Während ihrer Mitgliedschaft im Repräsentantenhaus war sie zwischen 2001 und 2010 Vorsitzender Gruppe der weiblichen Abgeordneten (Lady Legislators) sowie von 2004 bis 2010 auch Vorsitzende des Ausschusses für höhere und technische Bildung (Committee on Higher and Technical Education).
Bei der Senatswahl vom 13. Mai 2013 wurde sie für die Nationalistische Partei mit dem zehntbesten Ergebnis der zwölf zu vergebenen Plätze (13.822.854 Stimmen, 34,43 Prozent) erstmals zur Senatorin gewählt. Während ihrer ersten Legislaturperiode im Senat wurde sie am 22. Juli 2013 als Nachfolgerin von Franklin Drilon Vorsitzende des Ausschusses für Regierungsunternehmen und öffentliche Unternehmen (Government Corporations and Public Enterprises Committee) und bekleidete diese Funktion bis zum 30. Juni 2016, woraufhin Dick Gordon sie ablöste. Zugleich übernahm sie am 22. Juli 2013 von Francis Pangilinan das Amt als Vorsitzende des Ausschusses für Landwirtschaft und Ernährung (Agriculture and Food Committee) und hatte dieses bis zu ihrer Ablösung durch Francis Pangilinan am 30. Juni 2016 inne. Am 25. Juli 2016 löste sie Loren Legarda als Vorsitzende des Senatsausschusses für Umwelt und natürliche Ressourcen (Environment and Natural Resources) ab und behielt diesen Posten bis zur Auflösung des Ausschusses am 3. September 2019. Als Nachfolgerin von Francis Pangilinan wurde sie zudem am 27. Februar 2017 noch einmal Vorsitzende des Ausschusses für Landwirtschaft und Ernährung und hatte auch dieses Amt bis zur Auflösung des Ausschusses am 3. September 2019 inne. Neben der Verfolgung und Verabschiedung relevanter Gesetze leitete sie auch zahlreiche Initiativen zur Stärkung der Landwirte, darunter die Einrichtung von der Behörde für technische Bildung und Kompetenzentwicklung TESDA (Technical Education and Skills Development Authority) akkreditierten Farmschulen, die bisher über 2.367 im ganzen Land erreicht haben.

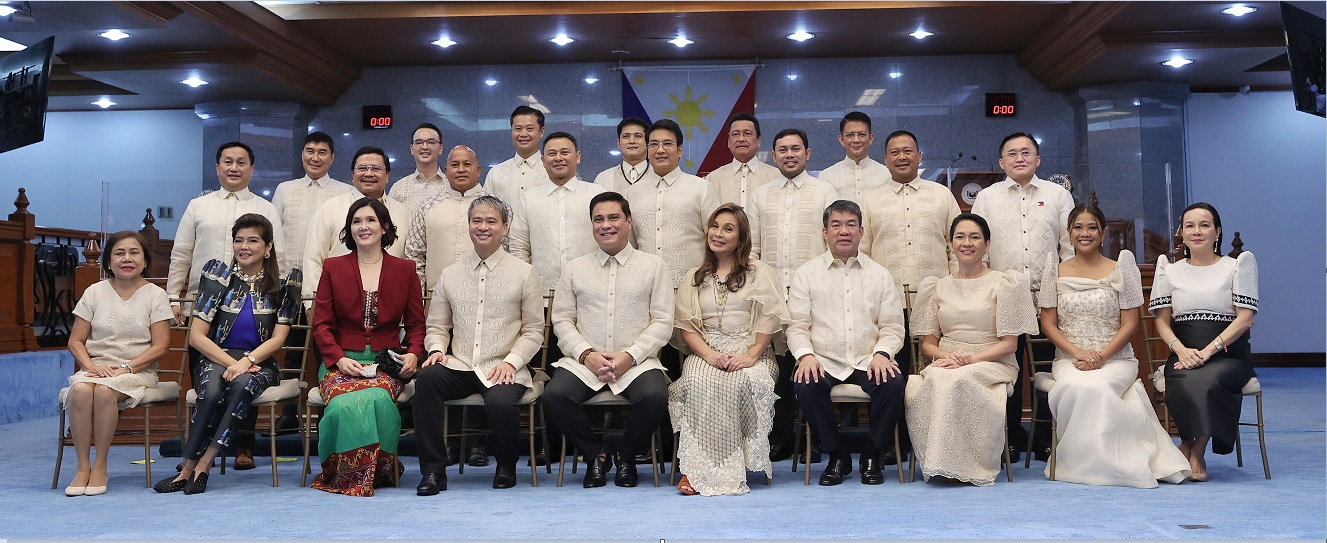
Cynthia Villar (sitzend, 1.v.l.) sowie Mark Villar (stehend, 4.v.r.) auf dem offiziellen Foto der Senatsmitglieder (25. Juli 2022).

Bei der Senatswahl am 13. Mai 2019 wurde Cynthia Villar für die Nacionalista Party mit 25.283.727 Stimmen (53,46 Prozent) für eine zweite sechsjährige Amtszeit wiedergewählt, wobei sie dieses Mal den ersten der zu vergebenen Sitze gewann.
Während ihrer zweiten Amtszeit wurde sie am 22. Juli 2019 Nachfolgerin von Loren Legarda als Vorsitzende des Ausschusses für Klimawandel (Climate Change Committee), welchen sie bis zur Auflösung des Ausschusses am 3. September 2019 leitete. Als Nachfolgerin von Alan Peter Cayetano ist sie seit dem 23. Juli 2019 Vorsitzende des Ausschusses für Landwirtschaft, Ernährung und Agrarreformen (Agriculture, Food and Agrarian Reform Committee). Darüber hinaus übernahm sie am 3. September 2019 die Funktion als Vorsitzende des neu geschaffenen Ausschusses für Umwelt, natürliche Ressourcen und Klimawandel (Environment, Natural Resources and Climate Change Committee).